# آموس يوغا
آموس يوغا هو لاعب كرة قدم وسط أفريقي في مركز الدفاع، ولد في 8 ديسمبر 1992 في فيلوربان في فرنسا. شارك مع منتخب جمهورية أفريقيا الوسطى لكرة القدم. أما مع النوادي، فقد لعب مع أولمبيك ليون ونادي جازيليك أجاكسيو ونادي فان.

## وصلات خارجية
- آموس يوغا على موقع رابطة كرة القدم الفرنسية للمحترفين (الإنجليزية)
- آموس يوغا على موقع قاعدة بيانات كرة القدم.إي يو (الإنجليزية)
- آموس يوغا على موقع ناشيونال فوتبول تيمز (الإنجليزية)
- آموس يوغا على موقع Soccerway.com (الإنجليزية)
- آموس يوغا على موقع AS.com (الإسبانية)